# برلین (شهرستان ماراتون، ویسکانسین)
برلین (به انگلیسی: Berlin) یک منطقهٔ مسکونی در ایالات متحده آمریکا است که در شهرستان ماراتون، ویسکانسین واقع شده‌است. برلین ۸۹٫۸ کیلومتر مربع مساحت و ۹۴۵ نفر جمعیت دارد و ۳۹۴ متر بالاتر از سطح دریا واقع شده‌است.